# Romana Schuring
Romana Schuring (Haarlem, 1995) es una deportista neerlandesa que compite en gimnasia en la modalidad de trampolín. Ganó una medalla de plata en el Campeonato Europeo de Gimnasia en Trampolín de 2022, en la prueba sincronizada.

## Palmarés internacional
| Campeonato Europeo | Campeonato Europeo | Campeonato Europeo | Campeonato Europeo |
| Año                | Lugar              | Medalla            | Prueba             |
| ------------------ | ------------------ | ------------------ | ------------------ |
| 2022               | Rímini (Italia)    | Medalla de plata   | Sincronizado       |